# Љиљана Мишка Јанковић
Љиљана Мишка Јанковић (Ваљево, 22. мај 1935 — Београд, 29. септембар 1995) била је српска позоришна, филмска и телевизијска глумица.

## Биографија
Љиљана је глуму дипломирала на Академији за позориште, филм, радио и телевизију 1965. године у класи Мате Милошевића.
Наступала је у представама Југословенског драмског позоришта, Атељеа 212, Дечјег позоришта "Бошко Буха", и Театра поезије. Такође је играла у телевизијским серијама и филмовима.

## Филмографија
| Год.     | Назив                            | Улога                          |
| -------- | -------------------------------- | ------------------------------ |
| 1980.-те |                                  |                                |
| 1980.    | Врућ ветар (серија)              | Другарица Карамарковић         |
| 1982.    | Приче преко пуне линије (серија) | комшиница, судија              |
| 1985.    | Томбола (ТВ филм)                | Роксанда, Кифлина жена         |
| 1986.    | Секула и његове жене (филм)      | Ноцина супруга и Милкина мајка |
| 1990.-те |                                  |                                |
| 1991.    | Бољи живот (серија)              | Судија                         |
| 1994.    | Срећни људи (серија)             | Судија Божидарка Попара        |